# Johnson Spire
Johnson Spire är ett berg i Antarktis. Det ligger i Östantarktis. Australien gör anspråk på området. Toppen på Johnson Spire är 1 570 meter över havet.
Terrängen runt Johnson Spire är kuperad åt sydost, men åt nordväst är den bergig. Trakten är obefolkad. Det finns inga samhällen i närheten. 